# Sacra Spina di San Giovanni Bianco
(Vangelo secondo Giovanni, 19, 1-4)

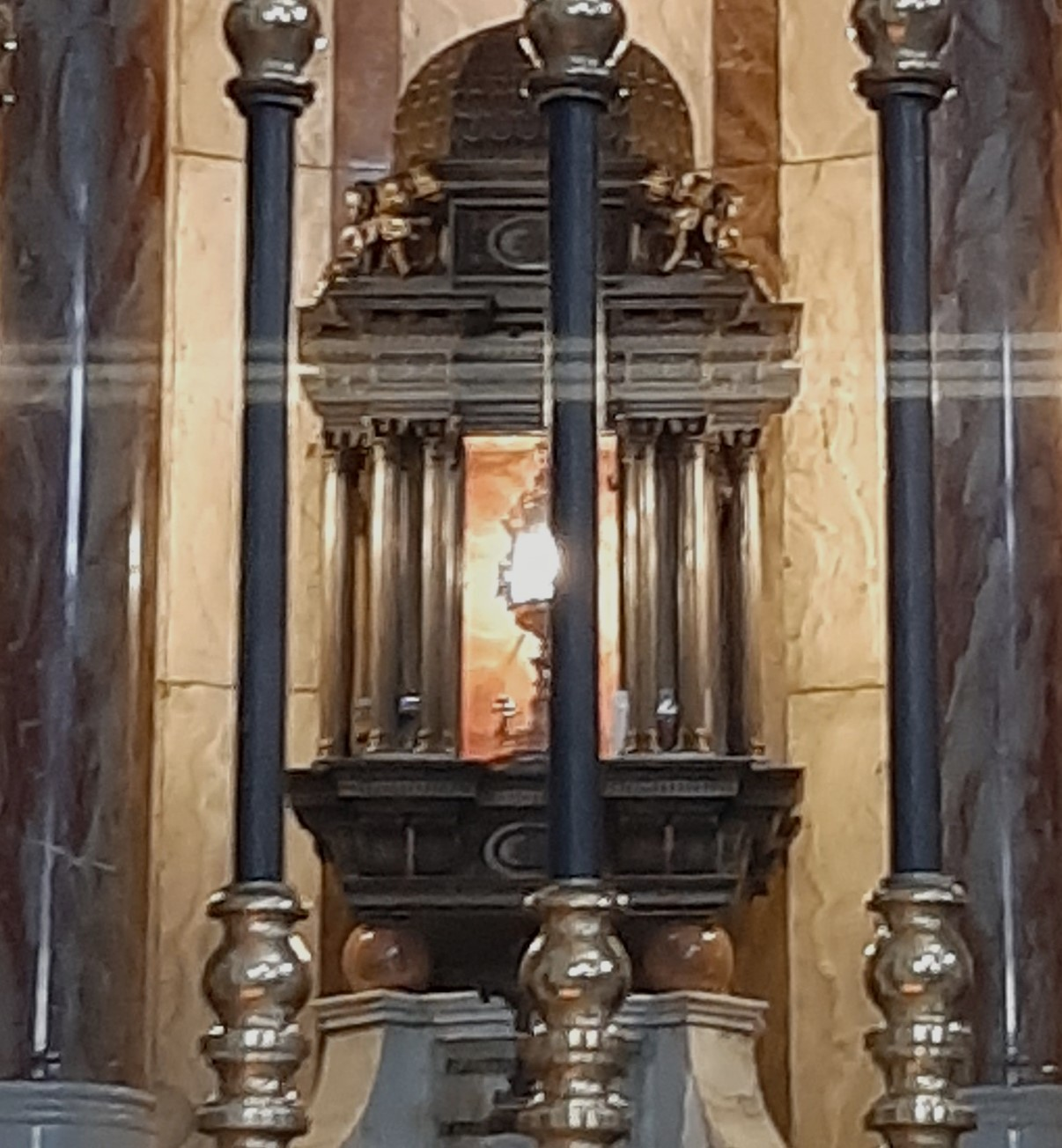
0Sacra Spina san Giovanni Bianco

La Sacra Spina è una reliquia, conservata e venerata nella chiesa parrocchiale di San Giovanni Evangelista a San Giovanni Bianco, che la tradizione vuole sia appartenuta alla corona di spine di Gesù. La Sacra Spina mostra delle modificazioni negli anni in cui l'Annunciazione (25 marzo) coincide con il Venerdì santo.

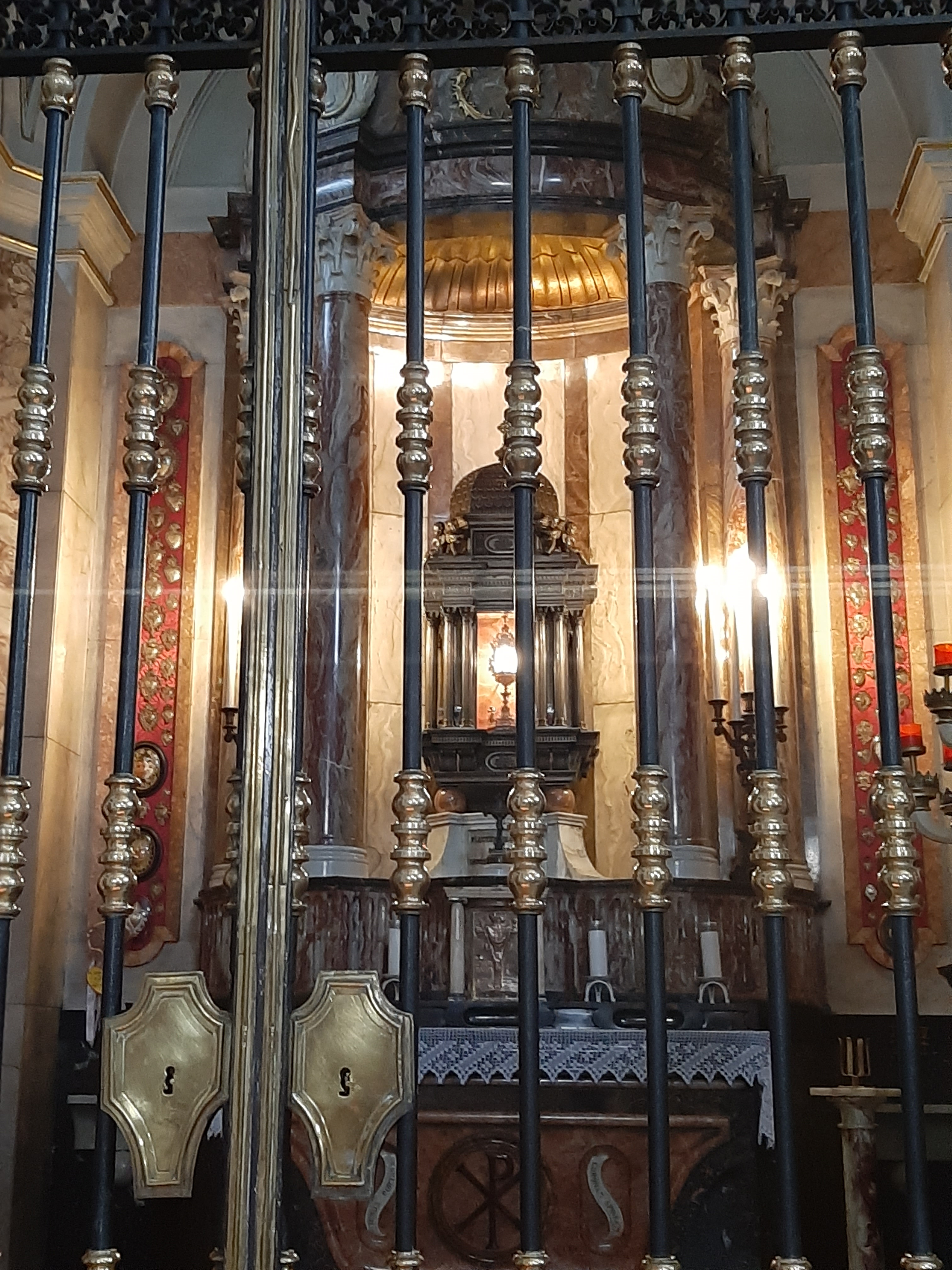
Sacra Spina San Giovanni Bianco

## Storia
Fin dai primi secoli del Cristianesimo venivano venerate le Sacre spine, provenienti secondo la tradizione dalla corona di spine di Gesù che, venerata a Gerusalemme già nel V secolo e portata da Gerusalemme a Costantinopoli nel 1063, è custodita dal 1239 nella Sainte-Chapelle di Parigi, dopo essere stata ceduta dal re Baldovino II a Luigi IX, re di Francia. Nel mondo sono state catalogate oltre 700 Sacre spine, ma la maggior parte non apparterrebbe alla Corona di Cristo, in quanto le spine sarebbero state solo appoggiate su di essa, diventando reliquie da contatto. Anche in Italia le Sacre spine sono numerose: delle 194 censite in 83 comuni diversi, solo 29 hanno presentato fenomeni di varia natura.
La Sacra spina di San Giovanni Bianco fu donata nel 1495 alla parrocchia omonima da Vistallo Zignoni il quale, balestriere nell'esercito di Francesco Gonzaga, nella battaglia di Fornovo contro il re di Francia Carlo VIII si era impadronito di un reliquiario, dove la spina era custodita.
Quando il giorno dell'Annunciazione, 25 marzo, coincide con il venerdì santo, e la chiesa ricorda e celebra nello stesso giorno l'inizio e la fine dell’esperienza terrena di Gesù, si verificano sulla Sacra spina di San Giovanni Bianco fenomeni inspiegabili. Il 25 marzo 2016 sarebbero spuntate delle piccole gemme e la spina si sarebbe colorata di rosso vermiglio, come osservato dalla speciale commissione nominata dal vescovo di Bergamo, monsignore Francesco Beschi.
Fenomeni simili si sarebbero verificati anche in precedenza. Nel 1615 il vescovo Giovanni Emo fu testimone di una fioritura, come riportato dallo storico bergamasco Calvi nel 1660. Nel 1885 il vescovo Guindani notò un'analoga fioritura, fenomeno verbalizzato e sottoscritto da trentacinque testimoni. Nel 1921 si sarebbe aggiunta alla fioritura una modificazione cromatica della spina, divenuta color vermiglio. Nel 1932 la reliquia si sarebbe macchiata di color rosso sangue e sarebbero spuntate delle piccole gemme, come testimoniato dall'allora vescovo di Bergamo, Luigi Maria Marelli e, successivamente, anche dal futuro papa Giovanni XXIII.